# Cleone
Cleone, figlio di Cleneto del demo di Cidateneo (in greco antico: Κλέων?, Kléon; Atene, ... – Anfipoli, 422 a.C.), è stato un politico e militare ateniese, protagonista della guerra del Peloponneso.

## Biografia

### Inizi
Cleone, figlio del ricco imprenditore e corego Cleneto, apparteneva per nascita alla classe media, dal momento che deteneva l'attività di conciatore di pelli finché, poco dopo la morte di Pericle, non salì alla ribalta come capo del partito popolare radicale, che più di tutti era fautore di una politica bellicosa e anti-spartana.
Cleone è menzionato dagli storici per la prima volta nel 430 a.C., quando fu tra i principali accusatori di Pericle per la condotta da questi tenuta durante il conflitto e la pestilenza. Il processo fu un completo successo e si concluse, per Pericle, con la condanna al pagamento di una multa valutabile tra i 15 ed i 50 talenti.
Il suo ruolo, nella travagliata fase che coincise con il declino e la morte di Pericle, è ben rappresentato dalle opinioni molto negative, che ebbero di lui diversi comici tra i quali Aristofane, che lo raffigurò tra i preferiti del popolo dopo Eucrate e Lisicle, ed Ermippo che, in un frammento di una commedia, raffigura Pericle torturato dalla puntura di un feroce Cleone (δηχθεὶς αἴθωνι Κλέωνι).

### Guerra del Peloponneso

#### Rivolta di Mitilene
Ricompare nel 427 a.C. quando, a seguito del tentativo (appoggiato dagli Spartani) da parte degli abitanti di Mitilene di defezionare da Atene, in un violento e concitato discorso propose di sterminare i cittadini maschi e schiavizzare donne e bambini della città ribelle, giustificando la propria risolutezza con la ragion di stato:
(Tucidide, Guerra del Peloponneso, III, 36)
Tuttavia, nonostante la forte perorazione di Cleone, prevalse di misura l'opinione di Diodoto che, invece, proponeva di abbattere le mura di Mitilene e di imporre sull'isola una cleruchia; quanto ai prigionieri già catturati dagli Atenesi, Cleone ottenne la condanna alla pena capitale.

#### Battaglia di Sfacteria
Nel 425 a.C., Demostene sconfisse nella Battaglia di Pilo una forza militare spartana e riuscì a garantire ad Atene il possesso della strategica baia di Pilo, utile per attuare scorrerie nel territorio del Peloponneso.
Nello scontro, tuttavia, un distaccamento Spartano rimase isolato sulla piccola isola disabitata di Sfacteria, posta a dirimpetto della base ateniese di Pilo. Sparta, prostrata dallo scontro e desiderosa di recuperare pacificamente il contingente (in cui militavano diversi membri delle più importanti famiglie della città), decise di inviare un'ambasciata ad Atene per chiedere una pace o almeno per prorogare la tregua, concessa da Demostene, allo scopo di riportare a casa il contingente.
Cleone, tuttavia, si oppose duramente ad ogni proposta di accordo o, meglio, prima impose condizioni talmente onerose che Sparta in nessun caso avrebbe potuto accettare (restituzione di Niesea, Pege, Trezene e dell'Acaia) poi pretese che gli ambasciatori spartani riferissero pubblicamente in assemblea, facendo fallire ogni sorta di negoziato.
Falliti i negoziati, Cleone propose di conquistare l'isola con la forza e, dopo aver indotto Nicia a dimettersi, assunse il comando: vinse fortunosamente e ricondusse in patria il contingente spartano, come prigioniero.

#### Spedizione in Tracia
Morì nel 422 a.C., durante il tentativo di riconquista della città di Anfipoli, caduta in mano spartana nel 424 a.C. e difesa dal generale Brasida, anche lui ucciso nella stessa battaglia.

### Giudizio
Considerato un demagogo corrotto e privo di scrupoli da illustri contemporanei come lo storico Tucidide e il commediografo Aristofane, la sua politica interventista fu aspramente criticata dal partito conservatore rappresentato da Nicia, fautore invece di un accordo con Sparta che prenderà il nome di pace di Nicia.
Cleone fu un interventista coerente: non a caso guidò egli stesso la spedizione di Anfipoli, che lo condusse alla morte; non è comunque da dimenticare che, nello stratega ateniese, la politica bellicista era legata all'interesse economico: Cleone era un ricco conciatore di pelli, materiale indispensabile per gli eserciti greci.
Va tuttavia sottolineato che così ce lo rappresentano Aristofane e Tucidide, ostile il secondo alla democrazia radicale, il primo alla democrazia tout court. Cleone rappresenta le istanze della nuova borghesia commerciale, radicale, progressista e decisamente tesa a espandere, con la propria forma di governo, i mercati; l'odio che fu riservato a Cleone trae origine soprattutto dalla sua spietata determinazione nel perseguire il fine con ogni mezzo e con totale assenza di scrupoli. Vedasi, al riguardo, l'introduzione ai Cavalieri di Benedetto Marzullo.

## Cleone nella cultura di massa
Cleone appare nel videogioco Assassin's Creed: Odyssey come antagonista.